# 25 Pułk Czołgów

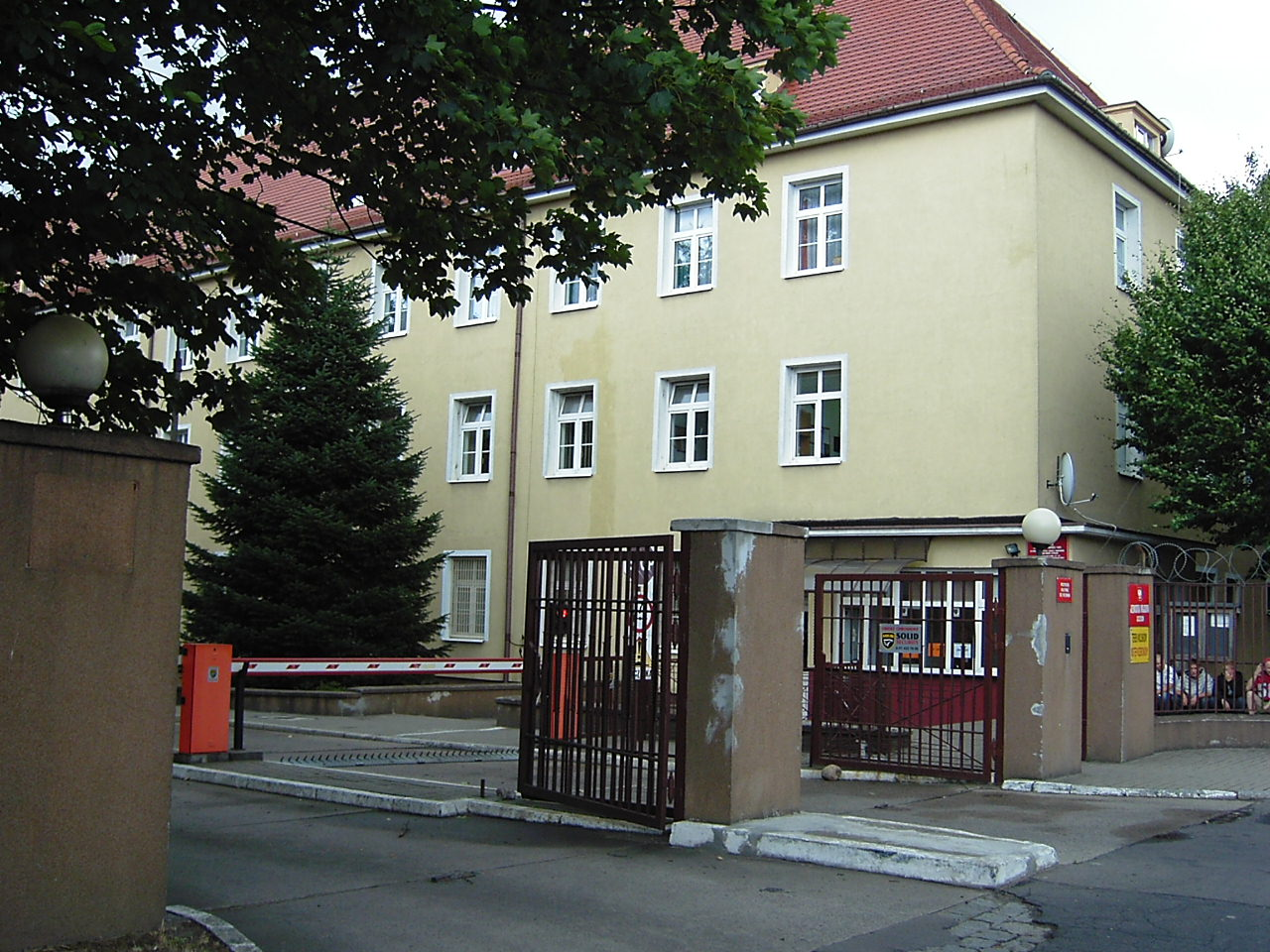
W tych koszarach stacjonował pułk

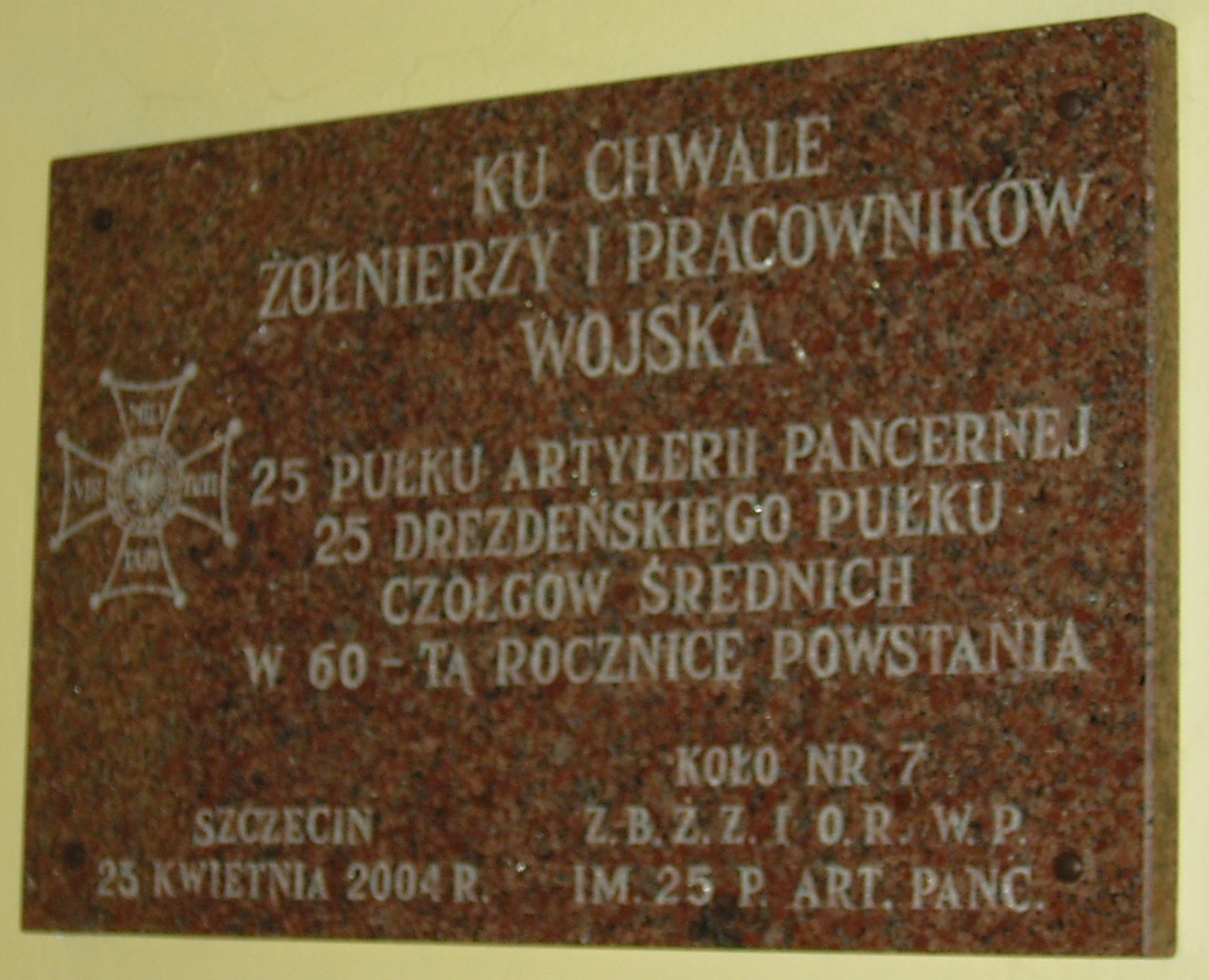
Tablica w kościele garnizonowym w Szczecinie

25 Drezdeński pułk czołgów średnich (25 pcz) – pułk wojsk pancernych ludowego Wojska Polskiego.
30 września 1967 roku 16 pułk czołgów średnich przyjął dziedzictwo tradycji i numer 25 Drezdeńskiego pułku artylerii pancernej. Jednocześnie dzień 22 kwietnia został ustanowiony Świętem Pułku. 
25 Drezdeński pułk czołgów średnich wchodził w skład 12 Dywizji Zmechanizowanej i stacjonował w garnizonie Szczecin, w koszarach przy ulicy Ku Słońcu.
W latach 80. XX wieku pułk używał kryptonimu Piast.
Pułk został rozformowany w terminie do 31 grudnia 1990

## Żołnierze pułku
Dowódcy pułku
- mjr Franciszek Sadowski (1.04.1948 - 30.06.1949)
- mjr Henryk Daniluk
- mjr dypl. Roman Kądziołka
- mjr Józef Sikorski (ostatni)

## Struktura organizacyjna
Dowództwo i sztab - 1 T-55
- 5 kompanii czołgów - 16 T 55
- bateria plot - 6 ZU 23-2, 4 S-2
- kompania rozpoznawcza - 7 BRDM-2
- kompania saperów - 4 BLG, BRDM-2, 5 SKOT
- kompania łączności
- kompania medyczna
- kompania remontowa
- kompania zaopatrzenia
- pluton ochrony i regulacji ruchu
- pluton chemiczny